# Écossaise
Een écossaise (het Franse woord voor "Schots") is een muziekvorm of een dans in (vermeend) Schotse stijl. De Schotse plattelandsdans - althans een dans met die naam - was aan het einde van de 18e eeuw en aan het begin van de 19e eeuw populair in Frankrijk en Groot-Brittannië. Hoewel de écossaise een Schotse volksdans imiteert, is hij in feite van Franse oorsprong. De écossaise werd meestal gedanst in een snelle 2/4 maat. De dansers stonden in twee rijen, de mannen tegenover de vrouwen. Bij het dansen gingen de paren telkens naar het begin van de rij.
Composities voor een écossaise werden vooral geschreven voor solo piano. De muzikale vorm werd overgenomen door enkele klassieke componisten, onder wie Ludwig van Beethoven (WoO 83 en WoO 86 voor piano en WoO 22 en WoO 23, verloren gegaan, voor fanfare), Franz Schubert (D.145, 158, 299, 421, 511, 529, 643, 697, 734, 735, 781, 782, 783, 816 en 977), Frédéric Chopin (Op. 72 nummer 3) en Cécile Chaminade (Op. 151).